# Visionaire 500K 1998
Visionaire 500K 1998 var ett race som var den sjunde deltävlingen i Indy Racing League 1998. Racet kördes den 25 juli på Charlotte Motor Speedway. Kenny Bräck tog sin första seger i IRL, vilket tog upp honom på fjärde plats i mästerskapet. Jeff Ward blev tvåa, medan Scott Goodyear slutade på tredje plats. Mästerskapsledaren Scott Sharp kunde visserligen försvara sin mästerskapsledning, trots att han bröt tävlingen.

## Slutresultat
| Plats | Förare           | Team                   | Grid |
| ----- | ---------------- | ---------------------- | ---- |
| 1     | Kenny Bräck      | A.J. Foyt Enterprises  | 3    |
| 2     | Jeff Ward        | ISM Racing             | 10   |
| 3     | Scott Goodyear   | Panther Racing         | 7    |
| 4     | Arie Luyendyk    | Treadway Racing        | 15   |
| 5     | Marco Greco      | Phoenix Racing         | 5    |
| 6     | John Paul Jr.    | Byrd-Cunningham Racing | 13   |
| 7     | Davey Hamilton   | Nienhouse Motorsports  | 8    |
| 8     | Stéphan Grégoire | Chastain Motorsports   | 18   |
| 9     | Jack Miller      | Crest Racing           | 17   |
| 10    | Stevie Reeves    | Pagan Racing           | 21   |
| 11    | Tyce Carlson     | PDM Racing             | 19   |
| 12    | Andy Mirchner    | Riley & Scott Cars     | 16   |
| 13    | Buddy Lazier     | Hemelgarn Racing       | 14   |
| 14    | Sam Schmidt      | LP Racing              | 22   |
| 15    | Mark Dismore     | Kelley Racing          | 4    |
| 16    | Brian Tyler      | Team Pelfrey           | 11   |
| 17    | Greg Ray         | A.J. Foyt Enterprises  | 2    |
| 18    | Scott Sharp      | Kelley Racing          | 6    |
| 19    | Donnie Beechler  | Cahill Racing          | 24   |
| 20    | Eddie Cheever    | Cheever Racing         | 12   |
| 21    | Tony Stewart     | Team Menard            | 1    |
| 22    | Jim Guthrie      | Cobb Racing            | 21   |
| 23    | Jimmy Kite       | Sinden Racing Services | 23   |
| 24    | Raul Boesel      | McCormack Motorsports  | 9    |